# Stauntonia coriacea
Stauntonia coriacea är en narrbuskeväxtart som först beskrevs av Friedrich Ludwig Diels, och fick sitt nu gällande namn av Christenh.. Stauntonia coriacea ingår i släktet Stauntonia och familjen narrbuskeväxter. Inga underarter finns listade i Catalogue of Life.